# Možná přijde i kouzelník
Možná přijde i kouzelník byl zábavný estrádní pořad Československé televize, později České televize, který byl premiérově vysílán v letech 1983–1991 a 2000. Průvodci pořadu byli Oldřich Kaiser a Jiří Korn, pod přísným dohledem despotického „autora“ v podání Jiřího Lábuse.
Mnohé hlášky z průvodního slova i ze scének zlidověly, např. „Cože? Nepřišly gumičky?“ z dílu Předávání Fanoušů.

## Znělka
Začátek pořadu s úvodními titulky byl zpravidla uváděn instrumentální verzí písně Rok, co špičku měl (nazpívané Karlem Gottem – rychlejší verze písně Around The World autorů Victora Younga a Harolda Adamsona). Konec pořadu byl spjat s písní Tak my už jdeme do finále. První díl však byl ukončen písní Kéž Slunce svítí nám, v originále Let the Sun shine z muzikálu Vlasy.

## Seznam dílů
Postupně vzniklo 17 dílů (včetně jednoho vánočního a jednoho silvestrovského). Po mnoha letech byl ještě natočen osmnáctý díl, opět silvestrovský, který byl odvysílán 31. prosince 2000. Kromě 7. a 18. dílu jsou všechny díly číslovány i v úvodních titulcích pořadu (slovně, tzn. např. Díl první). Prvních 17 dílů vyšlo na 16 DVD v edici České televize v roce 2010. Pořad byl častokrát reprízován, ale většinou jen výběry jednotlivých dílů a případně v odlišném pořadí.
| Č. dílu | Název Alternativní název                                   | Režie             | Délka                    | Vyrobeno | Premiéra           | Divadlo            |
| ------- | ---------------------------------------------------------- | ----------------- | ------------------------ | -------- | ------------------ | ------------------ |
| 1       | Takhle jsme to nemysleli                                   | Alexej Nosek      | 69 minut                 | 1982     | 19. února 1983     | Slaný              |
| 2       | Tohle jsme nečekali                                        | Alexej Nosek      | 68 minut                 | 1983     | 16. července 1983  | Slaný              |
| 3       | To tady ještě nebylo...                                    | Zdeněk Podskalský | 65 minut                 | 1983     | 28. ledna 1984     | Tábor              |
| 4       | Dneska to konečně rozjedeme... Dneska to konečně rozjedeme | Zdeněk Podskalský | 64 minut                 | 1984     | 16. června 1984    | Tábor              |
| 5       | Smršť                                                      | Jiří Adamec       | 66 minut                 | 1984     | 26. ledna 1985     | Tábor              |
| 6       | Pomeranč                                                   | Josef Vondráček   | 52 minut                 | 1985     | 6. července 1985   | Tábor              |
| 7       | Silvestr 1985                                              | Zdeněk Podskalský | 67 minut                 | 1985     | 31. prosince 1985  | Tábor              |
| 8       | „Karneval v Riu“ v Táboře Karneval v Riu v Táboře          | Zdeněk Podskalský | 61 minut                 | 1986     | 16. srpna 1986     | Tábor              |
| 9       | Vánoce                                                     | Zdeněk Podskalský | 59 minut                 | 1986     | 23. prosince 1986  | Tábor              |
| 10      | Svatba                                                     | Zdeněk Podskalský | 56 minut                 | 1987     | 4. července 1987   | Tábor              |
| 11      | Předávání Fanoušů                                          | Zdeněk Podskalský | 79 minut                 | 1988     | 21. května 1988    | Tábor              |
| 12      | Večer plný překvapení                                      | Zdeněk Podskalský | 61 minut                 | 1988     | 10. prosince 1988  | Jablonec nad Nisou |
| 13      | Každý má šanci                                             | Zdeněk Podskalský | 67 minut                 | 1989     | 9. prosince 1989   | Jablonec nad Nisou |
| 14      | Předávání Fanoušů za rok 1989                              | Zdeněk Podskalský | 72 minut                 | 1990     | 1. května 1990     | Tábor              |
| 15      | Otevíráme se světu... Otevíráme se světu                   | Zdeněk Podskalský | 75 minut 71 minut na DVD | 1990     | 31. prosince 1990  | Tábor              |
| 16      | Pražská šestka                                             | Zdeněk Podskalský | 64 minut                 | 1991     | 25. května 1991    | Tábor              |
| 17      | Dražba                                                     | Zdeněk Podskalský | 55 minut                 | 1991     | 16. listopadu 1991 | Tábor              |
| 18      | Setkání po letech                                          | František Polák   | 98 minut                 | 2000     | 31. prosince 2000  | bude oznámeno      |

### Střihové díly
Scénky a písničky z pořadu se objevily v mnoha střihových zábavních pořadech a kompilacích. Následující pořady vznikly výhradně z materiálu ze seriálu Možná přijde i kouzelník.
| Č. | Název                                                  | Připravili                                                  | Délka    | Vyrobeno | Premiéra         |
| -- | ------------------------------------------------------ | ----------------------------------------------------------- | -------- | -------- | ---------------- |
| 1  | Od folkloru k rokenrolu                                | Pavel Vantuch                                               | 26 minut | 1987     | 6. června 1987   |
| 2  | Kouzelník ještě nepřišel... Kouzelník ještě nepřišel   | František Polák, Rudolf Vodrážka, Zdeněk Podskalský a další | 59 minut | 1988     | 5. března 1988   |
| 3  | Kouzelník ještě nepřišel... Kouzelník ještě nepřišel 2 | František Polák, Rudolf Vodrážka, Zdeněk Podskalský a další | 47 minut | 1990     | 8. prosince 1990 |
| 4  | Tohle jsme nečekali                                    | Rudolf Vodrážka, František Polák a další                    | 28 minut | 1993     | 14. května 1993  |
| 5  | Takhle jsme to nemysleli                               | Rudolf Vodrážka, František Polák a další                    | 43 minut | 1993     | 12. června 1993  |

## Obsah dílů

### 1. Takhle jsme to nemysleli
Natáčeno ve Slaném, hlavní kameraman Jan Lebeda, režie Alexej Nosek, 69 minut, vyrobeno 1982.
Úvodem průvodci Oldřich Kaiser a Jiří Korn vyhubují diváky, že nejsou dostatečně nadšeni, a po úvodní melodii s baletem oznámí, že zpěváci mohou vystoupit jen tehdy, pokud se nejprve splní netradiční úkoly. Korn přitom paroduje televizní hlasatele a Kaiser shovívavé funkcionáře.
Jako první se představí baletní trio tančících strážníků, v jednom z nichž až na konci poznáme Jitku Zelenkovou.
Poté vystoupí „populární originální český Gumbejdensbend“ a jeho hlavní protagonista Josef Dvořák s parodií na hit Léto je léto, vystřídá je opět Jitka Zelenková s tradičně pojatým šansonem. Jiří Korn při něm usne a Oldřich Kaiser si připravuje svačinu.
Karel Černoch dostane za úkol naučit publikum zpívat písničku v maďarštině – pomáhá mu s tím Jiří Wimmer a předvedou píseň o Matyldě, přesněji "Mötüldöyi", při níž je nutné pomáhat výslovnosti deformaci úst prsty („Tak jsem vám to ukázal a teď už si držte hubu sám.“). Tím se i Černoch vykoupil a může zazpívat svou píseň.
O. Kaiser předvede pantomimu a J. Korn svou píseň.
Helena Vondráčková dostane za úkol rozesmát publikum za pomoci dvou „náhodně“ vybraných lidí z hlediště, co se umí nejvíc smát – přijdou Martin Horyna a Uršula Kluková. Poté je problém publikum ztišit, povede se to až po výhrůžce Jiřího Lábuse „však von vás ten smích přejde“, přesto panuje nespokojenost zejména se 7. řadou, kde zaplacený kompars nepodává potřebné výkony. H. Vondráčková však úkol splnila a může zazpívat.
J. Korn předvede step spolu s Evou Asterovou a poté vyzvou televizní diváky, aby poslali fotografie jmenovců dnes vystoupivších umělců.
Nakonec J. Lábus pronese závěrečnou řeč a všichni protagonisté večera se sejdou na jevišti při závěrečné písni.

### 2. Tohle jsme nečekali
Premiéra tohoto dílu byla odvysílána v Československé televizi 16. července 1983.

### 3. To tady ještě nebylo...
Premiéra tohoto dílu byla odvysílána v Československé televizi 28. ledna 1984.
Natáčeno v Táboře, hlavní kameraman Petr Čepický, režie Zdeněk Podskalský, 65 minut, vyrobeno 1983.

### 4. Dneska to konečně rozjedeme
Natáčeno v Táboře, hlavní kameraman Petr Čepický, režie Zdeněk Podskalský, 64 minut, vyrobeno 1984.

### 9. Vánoce
Natáčeno v divadle v Táboře, hlavní kameraman Petr Čepický, režie Zdeněk Podskalský, 59 minut, premiéra 23. prosince 1986. Zvláštností dílu je, že v divadelní lóži, dosud vyhrazené pro „autora“, byl zřízen chlívek s telátkem.
1. Tatínek (Jiří Lábus) zdobí stromeček a maminka (Jaroslava Hanušová) vaří – když se dosavadní vůně změní v kouř, vyjde ven s dýmajícím kastrolem a celá umouněná tvrdí, že dělala kapra na černo. Tatínek ukazuje nazdobený obrovský stromeček – mají ho až ke stropu (jeviště).
2. Úvodní melodie, Pražský komorní balet při ní dodává na jeviště krabice s dárky a zdobí štědrovečerní tabuli.
3. Rodina se pomalu schází. Uličník Oldříšek (Oldřich Kaiser) a mazánek Jiříček (Jiří Korn) vyskočí ze dvou krabic a pozvou si do domu partu chuligánů (Karel Zich, Pavel Bobek, Petr Janda), se kterými odzpívají a odtančí parodickou rokenrolovou sérii. V jejím průběhu se opakuje narážka na hit skupiny Katapult: „A co děti?“ – „Mají si kde hrát!“. Kluci přitom svazují tatínka sedícího na houpacím křesle, dokud ho nedopálí a on nevyhodí sousedovic kluky z domu.
4. Rodina konečně sedá ke stolu, ale už při nalévání polévky je vyruší nečekaná návštěva příbuzenstva z Chrudimi (Ivan Mládek, Ladislav Gerendáš, Zuzana Bydžovská, Jan Mrázek, Zbyněk Brudhans) – prodali svou shnilou chaloupku u Chrudimky a teď se chodí ohřívat po příbuzných. Zatímco strýc vypráví o bývalých sousedech, maminka připravuje kapra na modro.
5. Do domu vtrhne vychloubačná teta (Naďa Urbánková) se svými čtyřmi synky. Zdrží se ale jen na jednu písničku, musí ještě navštívit Štaidlovy, Gottovy, Svobodovy, ...
6. U domečku se potkají Karel Černoch a lyžařský instruktor Jiří Wimmer, který provede instruktáž pro případ laviny a najde zasypaného Černocha za pomocí psovoda (Zdeněk Srstka).
7. Duet K. Černocha s Jitkou Zelenkovou.
8. Oldříšek si vybíjí své pubescentní nálady u telátka, tatínek si s ním jde promluvit o dospívání a uštědří mu výprask za to, že Oldříšek chce být jako Kaiser. Ten si ho však udobří tím, že ho přirovná k Alainu Delonovi.
9. Bruslařské baletní číslo.
10. Maminka připravila kapra na čínsko. Všichni se do něj pustí a v televizi pozorují duet J. Korna s Marií Rottrovou. „Maruška“ se vzápětí přijde ohřát, maminka ji marně nutí se zout („Ty to po ní neuklízíš.“) a Oldříšek s Jiříčkem si z ní utahují („Hele, znáš hru na skvrny?“).
11. M. Rottrová zpívá písničku Purpura, při níž celá rodina usne.
12. Závěrečná píseň, při které vyjde najevo, že jeden z domnělých chrudimských příbuzných se jenom vetřel do tepla.

### 11. Předávání Fanoušů
Natáčeno v Táboře, hlavní kameraman Petr Čepický, režie Zdeněk Podskalský, 79 minut, vyrobeno 1988.
V tomto díle tvůrci parodovali především ceremoniál předávání Oscarů – cen americké Akademie filmového umění a věd, a to již od samého počátku pořadu s příjezdem hvězd. Zcela po česku se však proces zadrhne a stane se z něj fraška.
Pořad začíná před slavnostně nasvíceným táborským divadlem, kam se sjíždějí hlavní protagonisté. Ve foyeru divadla je vítají autor Jiří Lábus i jeho poskoci Jiří Korn a Oldřich Kaiser – ten si všechny příchozí odškrtává v knize pozvaných, neboť má zkrátka rád pořádek. Do toho zní komentáře Miroslava Moravce (ve stylu role Miloše Skalky a jeho popisu písňového festivalu v San Remu nebo Jiřího Šrámka a jeho komentářů k pořadu Ein Kessel Buntes).
V historickém autobusu Praga přijeli rovnou z Kobylis novomanželé Světlana Nálepková (v 9. měsíci těhotenství) a Ondřej Havelka, doprovází je dechovka Kropáčovovrutická dvanáctka. Na bílé Jawě 350 přijel „doktor Swing” Arnošt Kavka a na sajdkáře přivezl i „kočku ze Záběhlic” Věru Nerušilovou. Červený Fiat Uno přiváží všechny členy taneční skupiny UNO, zeleným valníkem Multicar M25 přijel Zdeněk Srstka v dokonalém bílém smokingu (komentátor: „Vždy elegantní Zdeněk Srstka v multikáře turbo s motorem naštorc” – narážka na Škodu Favorit a omílaný motor vpředu napříč). Nechybí ani pan doktor. Dýmající Trabant 601 s lůžkovou úpravou (přívěsem) přivezl východoněmeckého Kurta Hübela a za ním se na skládacím bicyklu potácí Karel Zich („Kola pop music se točí dál” – narážka na tehdejší Zichův hit). Koňské dvojspřeží přivezlo kočár, kde sedí Pavel Bobek, Petr Rezek a Karel Hála („Jeho koníčkem je letectví”). Vojenským poklusem nastupuje skupina Kroky, vzápětí dorazí skupina Triky a pověry „se známým tlumočníkem Skalpinim” – již zmíněným Milošem Skalkou, který obhajuje řádně proclený kožich Karla Scippittoniho. Červenou Škodou Felicia přijela Věra Martinová (s polární liškou), v americkém sedanu Helena Vondráčková (se stříbrnou liškou) a nakonec ve Velorexu Jaroslava Hanušová (s Pavlem Liškou).
Představení zahajuje Jiří Lábus, jehož uvítací pozdrav Kaiserovi s Kornem učaroval. Vzápětí si musí nechat poradit od divačky, jak se vlastně pořad jmenuje – a divaččinu následnou vyřídilku musí vyřídit až pan doktor pomocí kladivové narkózy. Lábus vyhlašuje záměr předávání Zlatých Fanoušů za „výkony, které si mne nejvíce získaly”, přičemž objasňuje původ Zlatých Fanoušů ve Františkových Lázních.
Skupina UNO předvede téměř osmiminutovou taneční feérii z muzikálu Pomáda.

#### První Fanouš:Za přibližování české kultury jiným národům
Nominace: Jiří Wimmer & Karel Černoch za překlad písně Matylda do maďarštiny, Oldřich Kaiser & Jiří Korn za píseň Z Rio de Janeira až k nám, Pražský komorní balet za balet La-la-Lábus a Ivan Mládek za píseň Linda v němčině.
Vyhrává Mládek za to, jak hezky seznamuje německé posluchače s vlastní písňovou tvorbou – následná konverzace s rodilou Němkou však představu o jeho znalostech němčiny nabourává.

#### Druhý Fanouš:Za neúnavné popularizování pokleslých žánrů
Nominace: Petra Janů & Boris Hybner za monarchistickou milostnou píseň, Miroslav Kořínek za nemravné chování při baletu, Světlana Nálepková & Ondřej Havelka za kabaretní milostnou píseň a nakonec „naše Amanda“.
Vyhrávají Nálepková s Havelkou – protože jsou však dva, vyžadují také dva Fanouše. Kaiser se zdráhá vydat další sošku, „protože mu to bude v papírech falírovat“ – Lábus však vydání přikáže s poukazem na to, že Nálepková je těsně před porodem: „Tak dělejte, nebo za chvíli ty Fanouše budeme potřebovat tři!“ Kaiser podlehne a šťastní vítězové za doprovodu dechové kapely Kropáčovovrutická dvanáctka přednesou píseň Budem se brát, přičemž si Kaiser s prachovkou v ruce hraje na kapelníka. Tato část je komponovaná jako parodie na pořad Sejdeme se na Vlachovce.

#### Třetí Fanouš:Za interpretaci světové pop-music
Nominace: První český originální Gumbejdensbend za píseň Léto je léto, Jaroslav Čejka jako Valsoraj Ak-Ječ, Pavel Liška za píseň Adonis („zde by měla být cena i za masku“) a nakonec skupina Triky a pověry.
Vyhrává skupina Triky a pověry, která také ihned přednese novou směs písní Devilos Amore, Si si a Co Čech, to muzikant.

#### Čtvrtý Fanouš:Za virtuózní hru na kytaru
Nominace: Petr Rezek, Věra Martinová, Karel Zich a Karel Černoch.
Zde se předávání cen znovu zadrhne: vyhrává totiž nenominovaný Pavel Bobek – ten sice sám překvapeně prohlašuje, že „to musí být nějakej omyl, já na kytaru vůbec nehraju“), ale Kaiser s Lábusem ho cenu donutí převzít. Bobek pak alespoň spolu s výše uvedenými nominanty předvede píseň Závidím, že umíš tak hrát a v jejím průběhu máme možnost sledovat jejich skutečnou kytaristickou virtuozitu, Rezek dokonce na dvanáctistrunné kytaře, která byla paradoxně vždy neodmyslitelně spjatá s Karlem Zichem. Ten zde však překvapivě hraje na šestistrunnou. 
Píseň předčasně ukončí Jiří Wimmer, když přiběhne seřvat Karla Černocha a donutí ho slézt z jeviště a jít domů („Podívej se na ně! Chceš dopadnout jako oni? S kytarou na krku a co ti kdo dá?“). Po Černochově odchodu dokončí Bobek s kytaristy své vystoupení tehdejší Bobkovou písní A tak to půjde dál.

#### Pátý Fanouš:Za estetické ztvárněníplaybackujiné osoby
Nominace: Oldřich Kaiser v písni A von!, Oldřich Kaiser za ztvárnění sólisty skupiny Boney M, Mimtrio za píseň Spěchám a Jaroslava Hanušová za propůjčení tváře Heleně Vondráčkové v písni A ty se ptáš, co já.
Cenu vyhrává Hanušová, která již těsně před vyhlášením svého jména téměř přišla na jeviště. Sice prohlašuje, že „... na to vůbec není připravená, je jen tak, jak si odskočila od plotny“ (což vzhledem k jejímu oblečení vyvolává salvu smíchu v publiku), pak se dojme a prohlásí, že „... je to pro mě to největší životní vyznamenání, ale já vás nezklamu, budu ztvárňovat dál“. Vzápětí to dokáže tím, že spolu se Zdeňkem Srstkou originálním způsobem předvedou píseň Čau, lásko z repertoáru Karla Gotta a Marcely Holanové. Tato píseň patří k nejnezapomenutelnějším scénkách.

#### Šestý Fanouš:Za nejlepší výkon v komediálním žánru
Nominace: Jiří Lábus za výkony ve scénkách Maryša, U telátka, U psychiatra a U večeře.
Aby to bylo spravedlivé, požádá Lábus o asistenci při vyhlašování Oldřicha Kaisera – a ten, jsa znechucen dosavadním Lábusovým manipulátorstvím, zamění obálky a vyhlásí vítězem sám sebe. Překvapený Lábus pak spolu se spokojeným Kaiserem předvedou scénku Těžký týden referenta Kubrta, ve které zazní mnoho později populárních hlášek („Cože? Nepřišly gumičky? A to mi říkáte teď, když jsem nechal udělat nálev?“, „Buď zdráv, Kubrte“, „A co na to počítač? Že mlčí?“, „To je zatím to nejhorší, co jsem od tebe viděl!“).
Po scénce ještě následuje step Jiřího Korna a Heleny Vondráčkové na hudební téma z muzikálu Cats, Lábus pak Vondráčkové rozmlouvá kamarádění s Kornem (ten se následně předvede jako vagabund v písni Dneska beru štěk) a vnucuje jí jako partnera svého asi osmiletého „syna“ Pavla (Pavel Mlejnek), který se také předvede jako brilantní stepér. Vondráčková ještě zazpívá píseň Co skrývá klaun.

#### Sedmý Fanouš:Za stálé vyhledávání nových tváří
Bez nominace vyhrává skupina Kroky a jejich Děti ráje. Protože však již byly všechny sošky Fanoušů rozdány a kapelníkovi Františku Janečkovi není co předat, obviní Kaiser Pavla Bobka z podvodu („Bobek! Tohle už víckrát nedělejte, Bobek! Uvědomujete si vůbec, že jste svým jednáním mohl připravit tady Františka o Zlatého Fanouše? To nebylo hezké!“), sebere mu jeho Fanouše a Lábus ho pak předá Janečkovi. Důkaz o stálém hledání nových tváří pak předvede čtveřice Karel Hála, Arnošt Kavka, Věra Nerušilová a Aťka Janoušková v písňové směsi Děti ráje, To se oslaví, Tričko, Šoumen, Nonstop atd.
Na závěr pořadu Lábus odhalí Kaisera jako podvodníka („Přestože jste všichni viděli, že mi zaměnil obálky na jevišti, tak jediný, kdo mi to byl oznámit, byl Jiří Korn. Ve své skromnosti nechce být ani jmenován.“) a v závěrečné feérii prohání Kaiser s Fanoušem v ruce po jevišti žalobníčka Korna.

### 12. Večer plný překvapení
Natáčeno v Jablonci nad Nisou, hlavní kameraman Jan Matiášek, režie Zdeněk Podskalský, 61 minut, premiéra 1988.
Pořad začíná před jabloneckým divadlem u přenosového vozu P3. Dvanáctičlenný kolektiv jeho pracovníků, v čele s vedoucím Lubomírem Faitem, ukáže reportérovi ČST, že silný kolektiv se dokáže poprat i s přenosem do mírného kopce. A hodnocení reportéra? „Když se sejde parta opravdových chlapů, kteří se nebojí vzít do ruky i takovouhle techniku, tak se dílo určitě podaří.“
Během úvodní znělky předvede Pražský komorní balet taneční feérii.
Úvodní slovo má posléze Jiří Lábus, zatímco Jiří Korn i Oldřich Kaiser jsou pohodlně usazeni v boční lóži a hrají si s přívodním mikrofonním vedením. Následné výpadky zvuku se snaží vyřešit divadelní technik Jamník 1, poté i technik Jamník 2 – při jejich zkouškách se závada neobjevila, ale Lábus si na ni stěžuje dál (Lábus: „To není možné, já mluvím přerušovaně! Já nevím co dělat.“ – Kaiser: „To je normální.“ – Lábus: „No já hýkám jak nějaký blázen!“ – Korn: „To nebude mikrofonem...“). Při pohledu na oba techniky se Lábus zděsí, že je asi přetažený a vidí dvojmo, či dokonce stereo, a nečekaný smích z publika mu navíc způsobí výpadek paměti, koho má uvést na scénu (Lábus: „Tak mi pomozte, je to takové typicky české jméno.“ – Kaiser: „Jo, Procházková!“ – Lábus: „Ale né!“ – Korn: „Tak Zuzana.“) a následně pochybuje i o svém sluchu, když rady z publika slyší vícekrát.
Martha Elefteriadu zazpívá píseň Dnes anebo nikdy, taneční doprovod provede skupina Hop Trop. Ačkoliv je jen jedna, na jevišti jsou ona i tanečníci dvakrát.
Korn s Kaiserem jako dalšího umělce ohlásí Dalibora Jandu. I ten se na jevišti objeví ve dvojím exempláři – po doznění písně to Lábus označí za dobrý fór, na který málem naletěl, a vysvětlí divákům smysl fiktivní čáry, pomyslně půlící jeviště v ose kamery tak, aby se televizním trikem na jevišti objevili dva Jandové. Protože to Korn nechápe a Kaiserovi to není jasné, zavolá Lábus zpět na jeviště Jandu a znovu vysvětlí princip střihu z televizního záznamu – vzápětí se na jevišti objevují dva Jandové a zdá se, že pánové již ten trik chápou. Ovšem jen do doby, kdy se Korn zeptá na osud zpěváka, který přejde přes tu čáru – a Lábus stroze odpoví: „Tak to bych mu neradil, to by zákonitě zmizel z obrazu!“ (Poznámka: zjevná narážka na to, že emigranty z ČSSR se jejich původní vlast snažila zpravidla totálně vymazat z paměti, např. nedlouho předtím emigrovavšího W. Matušku). Na Lábusův přímý pokyn pak sice oba Jandové skutečně přejdou přes střed jeviště, ale nikam nezmizí a Korn poťouchle poznamená, že to nějak nefunguje. Kaiser se pak marně snaží vysvětlit, že jeden Janda je skutečný Janda a ten druhý je jeho místní dvojník Jiří Zeman. Po Lábusově zmateném odchodu Janda se Zemanem dozpívají píseň Žít jako kaskadér.
V dalším čísle předvede Jaroslav Čejka své klasické vystoupení Slepice – opět je na jevišti dvakrát, televizní diváci mají k dispozici kromě původního znění i titulky s překladem slepičí konverzace do češtiny. Číslo končí baletním vystoupením na melodii V náladě.
Lábus se poté Kaiserovi s Kornem svěří s tím, že jeho syn Luďa Lábus se oženil a snaží se založit rodinu, ale neví jak na to, tak ho poslal do poradny. V následné scénce se k lékaři (Ivan Mládek) skutečně dostaví „Uďa“ Lábus i se svou avantgardní, či spíše bizarní manželkou (Lenka Bratrychová) a snaží se dopátrat, kde je problém. Lékař manželku hodnotí spíš nevybíravě („Prosím vás, to jste si vybral dobrovolně, nebo vám to přidělil národní výbor?“ a „To s ní vopravdu taky tó..., anebo to máte jenom na reprezentaci?“, popřípadě „Za to můžete sama, jak vypadáte. Proč si každý den ráno nějaký hezký obličej nenamalujete na tu hubu? Když vám nepomůže malování, tak si to holt musíte tapetovat!“) a radí ji, aby si nechala udělat nový obličej. Uďa to zatrhne, manželé utečou z ordinace a lékaře i se stoličkou odnese Zdeněk Srstka.
Plavovlasá Iveta Bartošová v bílé halence zazpívá píseň Dej mi ruku.
Černovlasá Lucie Bílá, celá v černém, zazpívá dramatickou árii v latině. Okouzlený Lábus jí pak předá květiny – jsou umělé, aby dlouho vydržely.
Jaroslava Hanušová pak zatančí na playbackovou píseň Neposlušné tenisky.
V následující scénce se dozvíme, jak Lábusův bratr Toník, vášnivý sadař, řešil spor se sousedem o jablko na větvi přesahující přes plot: odchodem na koncert Jiřího Korna.
Jiří Korn zazpívá píseň Té, co snídá.
Kaiser pak dál útočí na Lábusovo duševní zdraví, když mu ukazuje do objektivu kamery, že se nachází na více místech najednou (Kaiser: „Vidíte se? Vy jste tam i tady!“ – Lábus: „Ale vždyť jsem přece tady, né?“ – Kaiser: „Ne, vy jste i tam, protože se sám na sebe díváte. Je to zcela logický, protože v momentě, kdy se na sebe díváte, musíte být tady – a teď, když se sám na sebe díváte, tak musíte být i tam. Kdo jinej by se na vás taky díval, než jenom vy, že jo.“ – Lábus: „No jó, vlastně máte pravdu. Vidíte, co všechno já musím stihnout za pár šupů!“). Lábus se vzápětí rozčílí, když v první řadě vidí samá dvojčata, a odejde si vzít prášek na uklidnění.
Na pódium pak postupně přijde Kapela hvězd: kontrabasista Robert Balzar, klavírista Rudolf Rokl, bubeník Vladimír Žižka, klarinetista Ferdinand Havlík, trombonista Zdeněk Pulec a saxofonista Felix Slováček, kteří spolu předvedou melodii Tiger rag. Poté se na jevišti objeví i slavný Satchmo a vyslechneme jak jazzovou píseň Blueberry Hill, tak Hello Dolly.
Lábus se černého Armstronga bojí a po jevišti jen proběhne. Kaiser s Kornem pak samozřejmě odhalí, že „Satchmo“ je namaskovaný dvojník z dílny uměleckého maskéra René Stejskala a dají diváckou hádanku, o koho jde (na výběr jsou Karel Černoch, František Polák, Václav Týfa a Jiří Krampol).
A nakonec trojice režisérů Zdeňků Podskalských oznámí finále pořadu. Při závěrečných titulcích se Kaiser s Kornem téměř marně snaží Lábusovi vysvětlit, že okolo nich je skutečně množství dvojníků a dvojčat.

## Scénky Jiřího Wimmera a Karla Černocha
Mezi oblíbené scénky pořadu patřila vystoupení Karla Černocha a Jiřího Wimmera. Wimmer většinou představoval učitele pro nechápavého a nešikovného Černocha.
Výběr scének vyšel na DVD Legendární scénky 1 – Jiří Wimmer, na kterém se objevuje i jedna podobná scénka z pořadu Šance.
Toto je kompletní seznam scének z pořadu Možná přijde i kouzelník doplněný o jeden skeč z pořadu Šance:
- Matyldeyi (Možná přijde i kouzelník 1 – Takhle jsme to nemysleli, 1982)
- Housle (Možná přijde i kouzelník 2 – Tohle jsme nečekali, 1983)
- Učitel tance (Možná přijde i kouzelník 3 – To tady ještě nebylo..., 1983)
- Kecal (Možná přijde i kouzelník 4 – Dneska to konečně rozjedeme..., 1984, není na výběrovém DVD)
- Pirát chodníků (Možná přijde i kouzelník 8 – „Karneval v Riu“ v Táboře, 1986)
- Nebezpečí hor (Možná přijde i kouzelník 9 – Vánoce, 1986)
- Divoch (Možná přijde i kouzelník 10 – Svatba, 1987)
- Karle, styďte se (Možná přijde i kouzelník 13 – Každý má šanci, 1989)
- Finančně úsporné vystoupení (Možná přijde i kouzelník 16 – Pražská šestka, 1991, není na výběrovém DVD)
- Dirigent (Šance 11, 1994)
- Jak správně zacházet s mobilem (Možná přijde i kouzelník 18 – Setkání po letech, 2000)

## Odraz v kultuře
Úryvek „s naší partou rozehranou“ ze závěrečné písně Jdeme do finále použila česká skupina Kryštof ve své skladbě PoHádkách z alb V siločarách (2002) a Ži(v)je (2005; zde včetně dovětku na shledanou).
Píseň Tak my už jdeme do finále zpívá v upravené verzi Tonda Blaník v seriálu Kancelář Blaník, konkrétně díl  OPENCARD vysílaný 21. 6. 2014.